# Émile Claus
Émile Claus (Vive-Saint-Éloi, 27 settembre 1849 – Astene, 14 gennaio 1924) è stato un pittore belga.
Fu il maggiore esponente del luminismo impressionista.

## Biografia

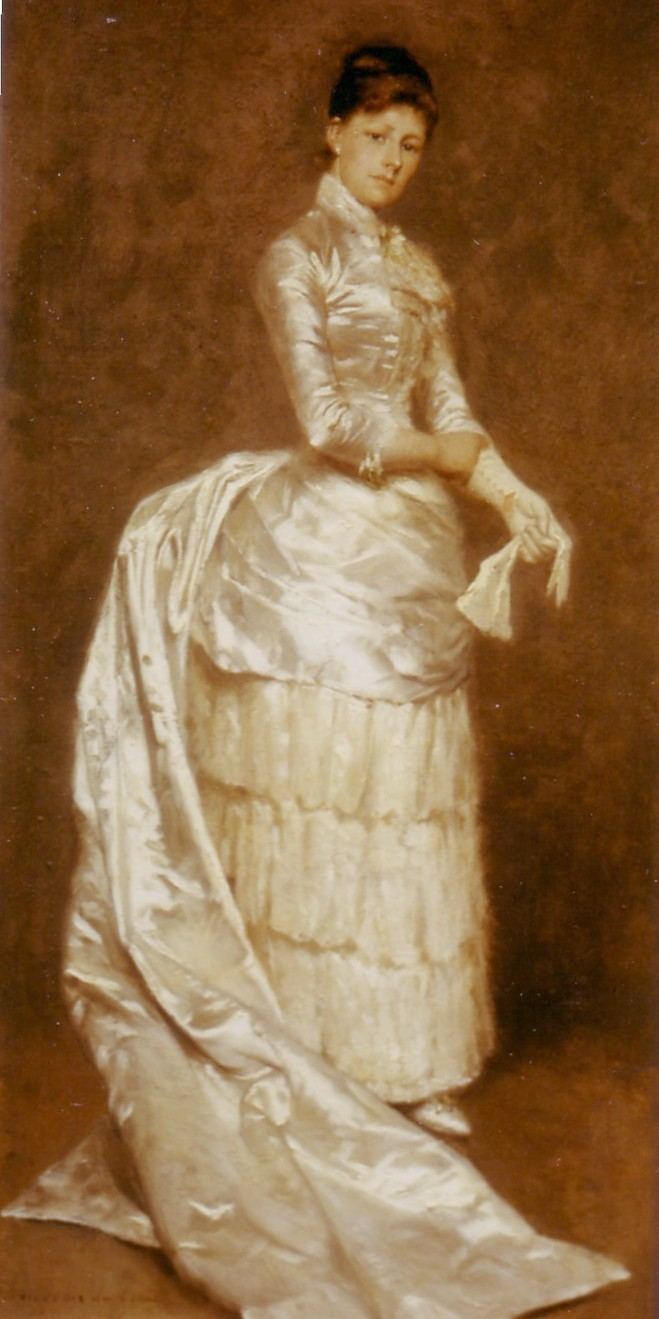
Charlotte Dufaux, moglie dell'artista

Émile Claus nacque in un piccolo villaggio delle Fiandre occidentali, sulle rive della Lys, sedicesimo figlio di una famiglia di commercianti rurali. Sin da piccolo si appassionò al disegno e la domenica faceva tre chilometri a piedi per andare all'Accademia di Waregem (la città più vicina) per imparare a disegnare. Ma il padre Alessandro e la madre Celestine Verbauwhede non erano affatto contenti ch'egli intraprendesse la carriera d'artista e lo inviarono come apprendista in Francia, in una panetteria di Lilla. Emile imparò il francese, ma non il mestiere del fornaio. Lavorò un poco anche alle Ferrovie del Belgio e come rappresentante.

Poi la svolta. Per lettera, il giovane Claus si appellò al famoso compositore Peter Benoit, che viveva nella vicina Harelbeke, affinché convincesse suo padre. E così avvenne. Claus poté iscriversi all'Accademia di Belle arti di Anversa.

Conseguito il diploma, egli restò a vivere ad Anversa e decise di dedicarsi interamente alla pittura.
Espose per la prima volta nel 1875 a Bruxelles, presentando due opere di genere, poi, nel 1879, s'imbarcò per il Nordafrica, tre anni prima di Théo van Rysselberghe. La luminosità della terra africana lo colpì profondamente, al punto che, al suo rientro, la luce divenne la vita delle sue tele e il centro della sua stessa  vita. Iniziò allora a dipingere fondando le sue composizioni e le sue atmosfere sulla luce, scomponendo l'iride e utilizzando le tonalità cromatiche della rifrazione. La sua pittura, venata di realismo (Il vecchio giardiniere del 1885 e Le sarchiatrici del lino del 1887), divenne luminosa, satura di luce.
Claus fece amicizia con il connazionale Évariste Carpentier, che lo ospitò dal 1874 al 1877, riservandogli una parte del suo studio , e in particolare con Henri Le Sidaner, pittore intimista e simbolista. Queste amicizie, assieme ad altri elementi dell'ambiente culturale in cui viveva, ebbero grande influenza su di lui, al punto da fargli rompere con il passato e quindi con la sua vecchia e convenzionale maniera di dipingere.
Sposò inoltre Charlotte Dufaux, mentre iniziava per lui un periodo di grande lavoro e di notevoli successi: le grandi mostre internazionali lo reclamavano con entusiasmo ed i Musei acquistavano i suoi quadri.
Nel 1882 si stabilì ad Astene, un borgo sulle rive della Lys nei pressi di Deinze, nelle Fiandre orientali, in una villa cui aveva dato nome "Villa Zonneschijn" (Sun shine) e nel 1889 affittò un atelier a Parigi, utilizzandolo per tre anni durante l'inverno, mentre passava le estati ad Astene. Il suo amico Camille Lemonnier ci parla della sua vita febbrile di passione che lo esaltava, rivivendo i tempi eroici dell'arte, a contatto con i maestri dell'impressionismo che, in quegli anni, trionfava.
Nel 1904 fondò il Circolo "Vita e luce", al quale aderirono James Ensor, Georges Lemmen e il suo allievo George Morren. Un anno dopo espose a Bruxelles, al Circolo Artistico, presentando ben 52 lavori, che lo consacrarono come colui che, nelle Fiandre, aveva aperto all'arte una prospettiva nuova, creando una nuova generazione di pittori che, sino ad allora, avevano ignorato la pittura stessa.
Le sue frequentazioni richiamarono nomi altisonanti della cultura: lo scultore Auguste Rodin, lo scrittore Émile Zola e il suo naturalismo, il poeta belga Cyriel Buysse, e ancora Émile Verhaeren, Paul de Mont e il premio Nobel Maurice Maeterlinck.
Assai importante nella sua vita fu l'incontro con la pittrice Jenny Montigny, sua allieva. Nonostante egli fosse già sposato e avesse 26 anni più di lei, essi ebbero una relazione che durò per tutta la vita. Durante la Grande Guerra Émile e Jenny ripararono a Londra, per poi tornare nel 1918 nella loro amata villa di Astene.
E ad Astene Claus morì il 14 giugno del 1924, all'età di 75 anni, fedele alla sua visione assolata della natura, meritandosi così l'appellativo di "pittore del sole".. Le sue ultime parole furono: «..bloemen, bloemen, bloemen..» (..fiori, fiori, fiori..). Il giorno prima di morire aveva ritratto a pastello un mazzo di fiori che gli era stato inviato dalla regina Elisabetta del Belgio.  Fu sepolto nel giardino della sua villa di Astene.

A Bruxelles gli è stata intitolata una strada.

## Opere
Elenco parziale.
- 1885 : Il vecchio giardiniere, Museo d'arte moderna e contemporanea di Liegi  Archiviato il 13 marzo 2016 in Internet Archive..
- 1885 : La Lys ad Astene, Groeningemuseum a Bruges
- 1890 : La Raccolta delle barbabietole, Museo di Deinze e del "Pays de la Lys"
- 1891 : I pattinatori, Museo di Belle arti, Gand
- 1893 : L'estate, Museo reale di Belle arti, Anversa
- 1899 : Mucche che guadano la Lys, Musei reali di Belle arti del Belgio, Bruxelles
- 1899 : Giornata di sole, Museo di Belle arti, Gand
- 1900 : Albero al sole, Museo di Belle arti, Gand
- 1904 : La raccolta del lino, Musei reali di Belle arti del Belgio, Bruxelles
- 1906 : Gli aster, Musei reali di Belle arti del Belgio, Bruxelles
- 1906 : Il Castagno
- 1916 : Nella chiesa di Loo

## Galleria d'immagini
Ritratti

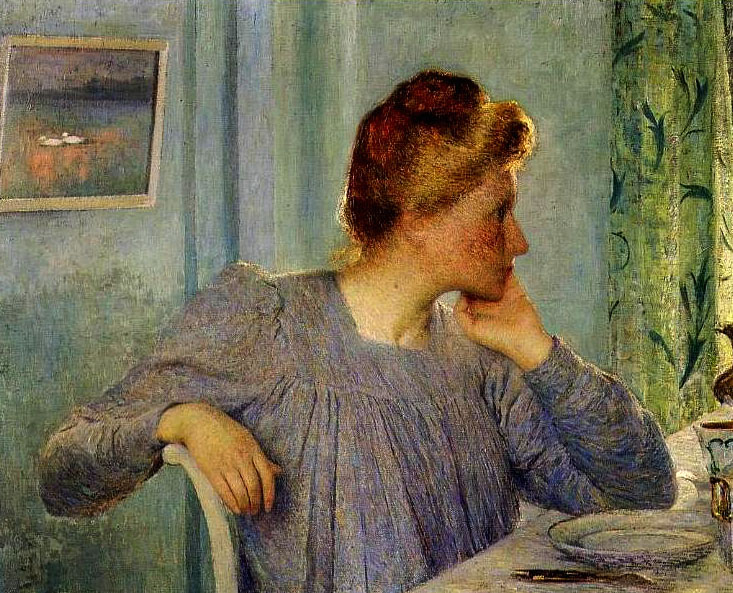
Madame Claus
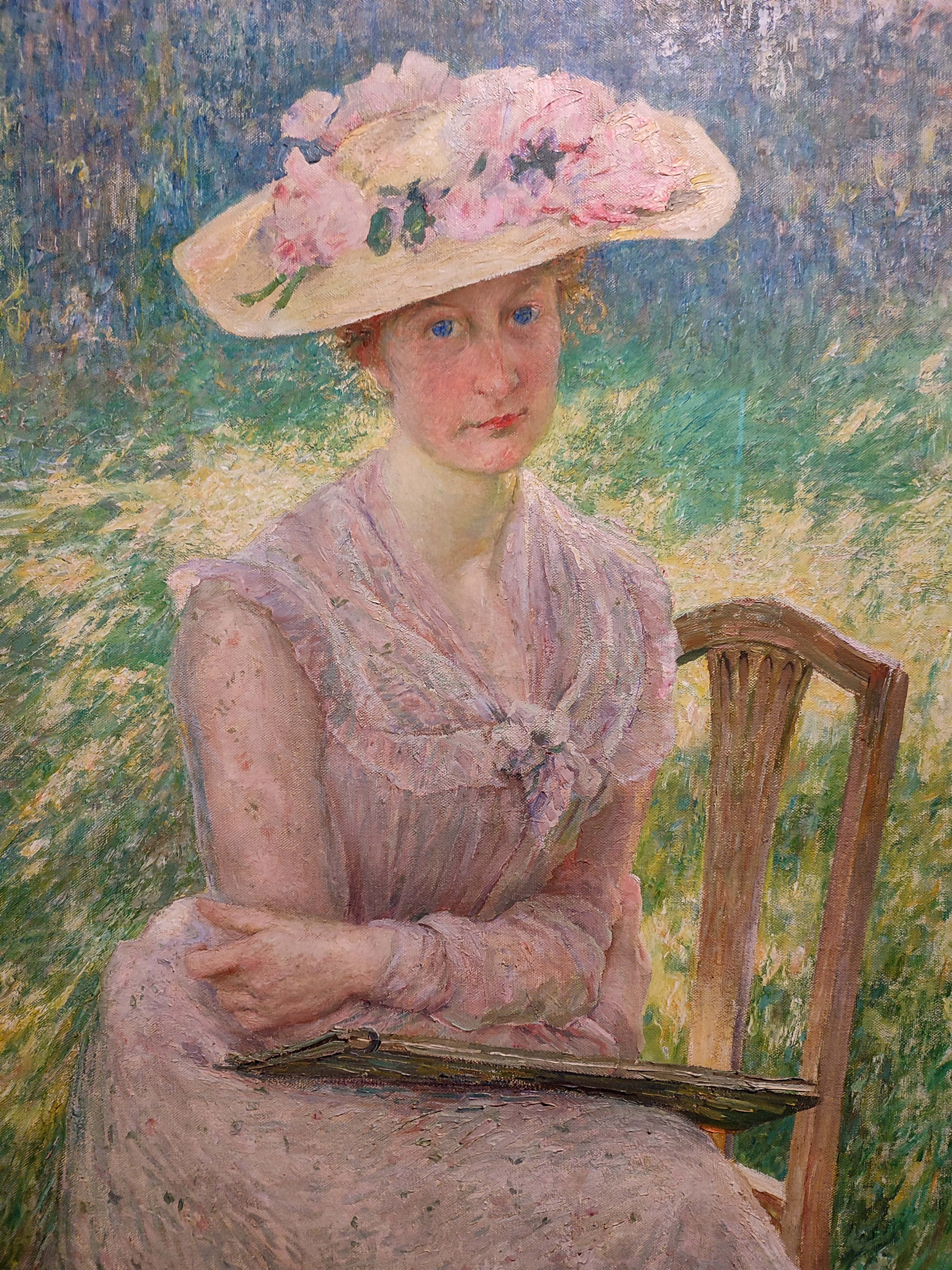
Jenny Montigny
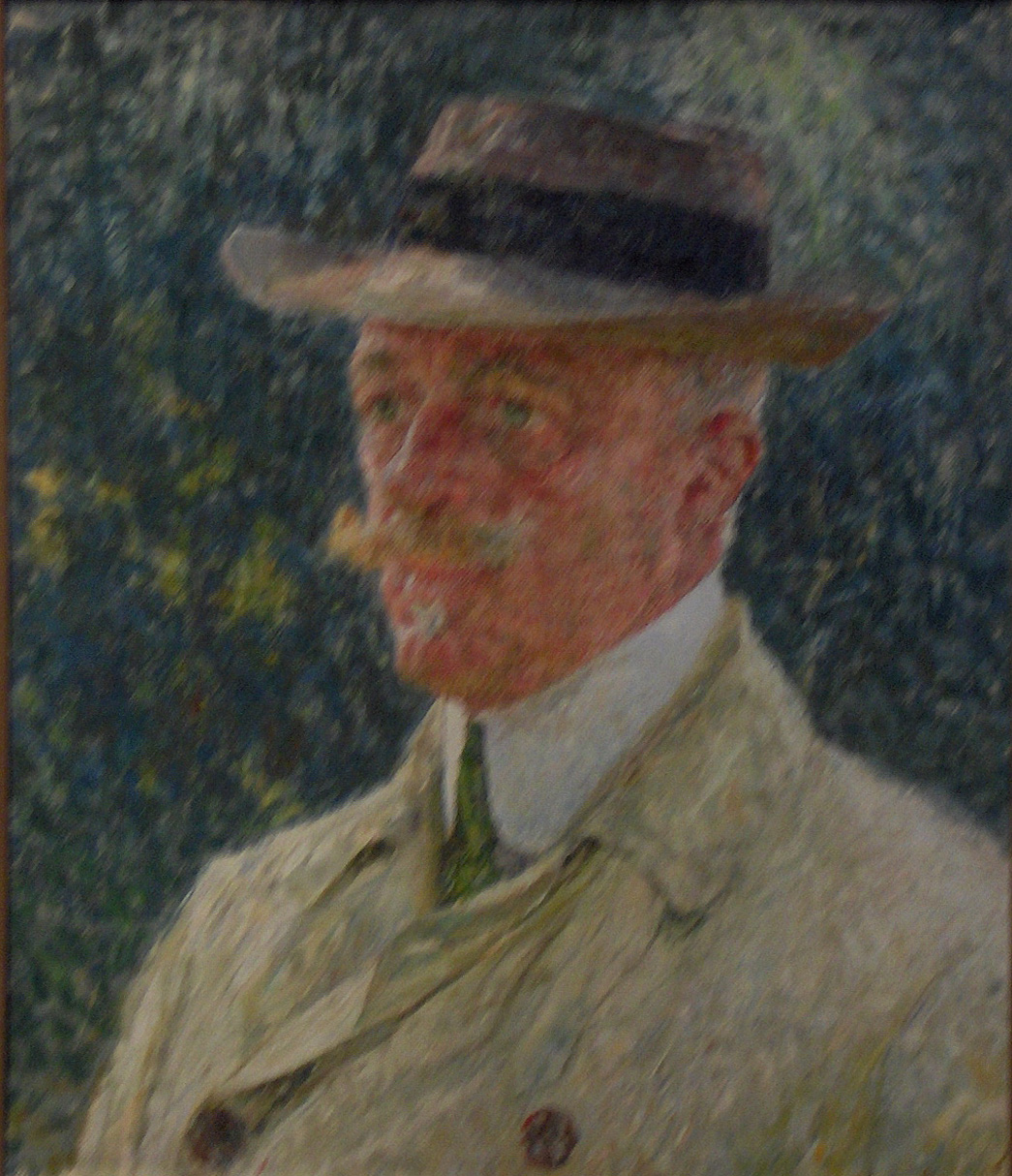
Cyriel Buysse

Paesaggi

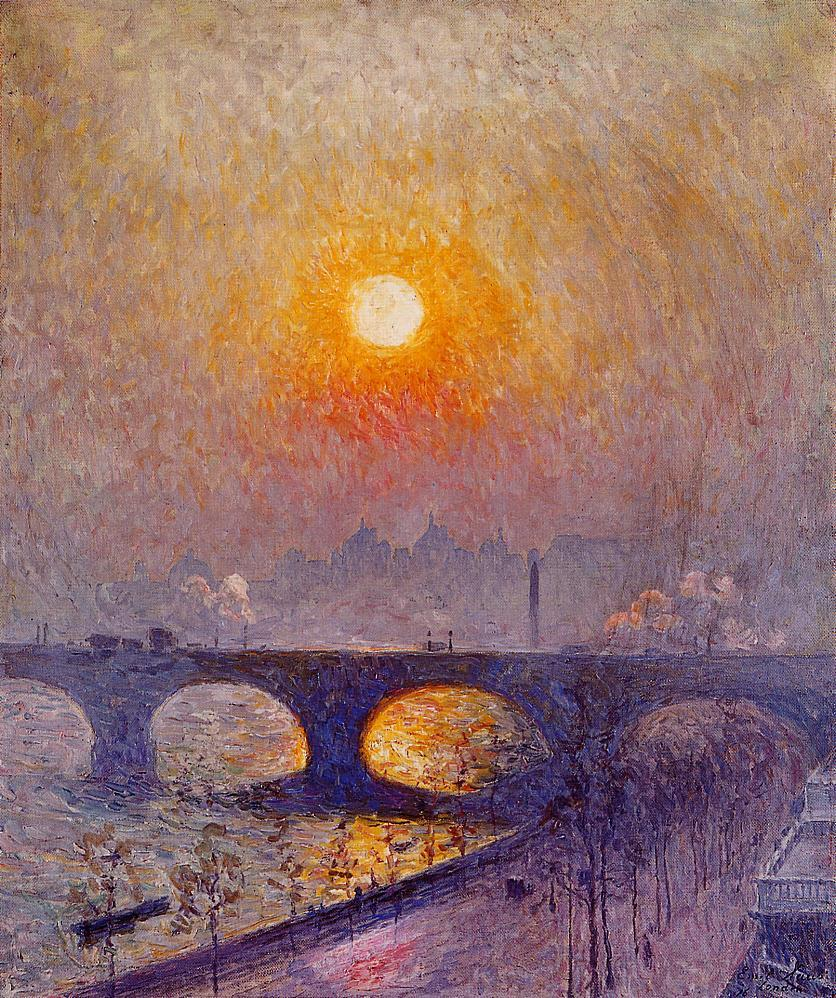
Tramonto sul ponte di Waterloo
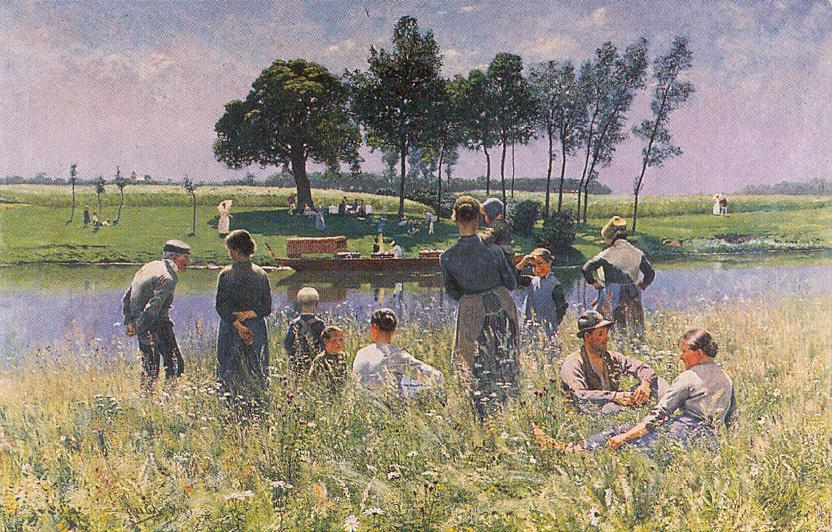
Picnic
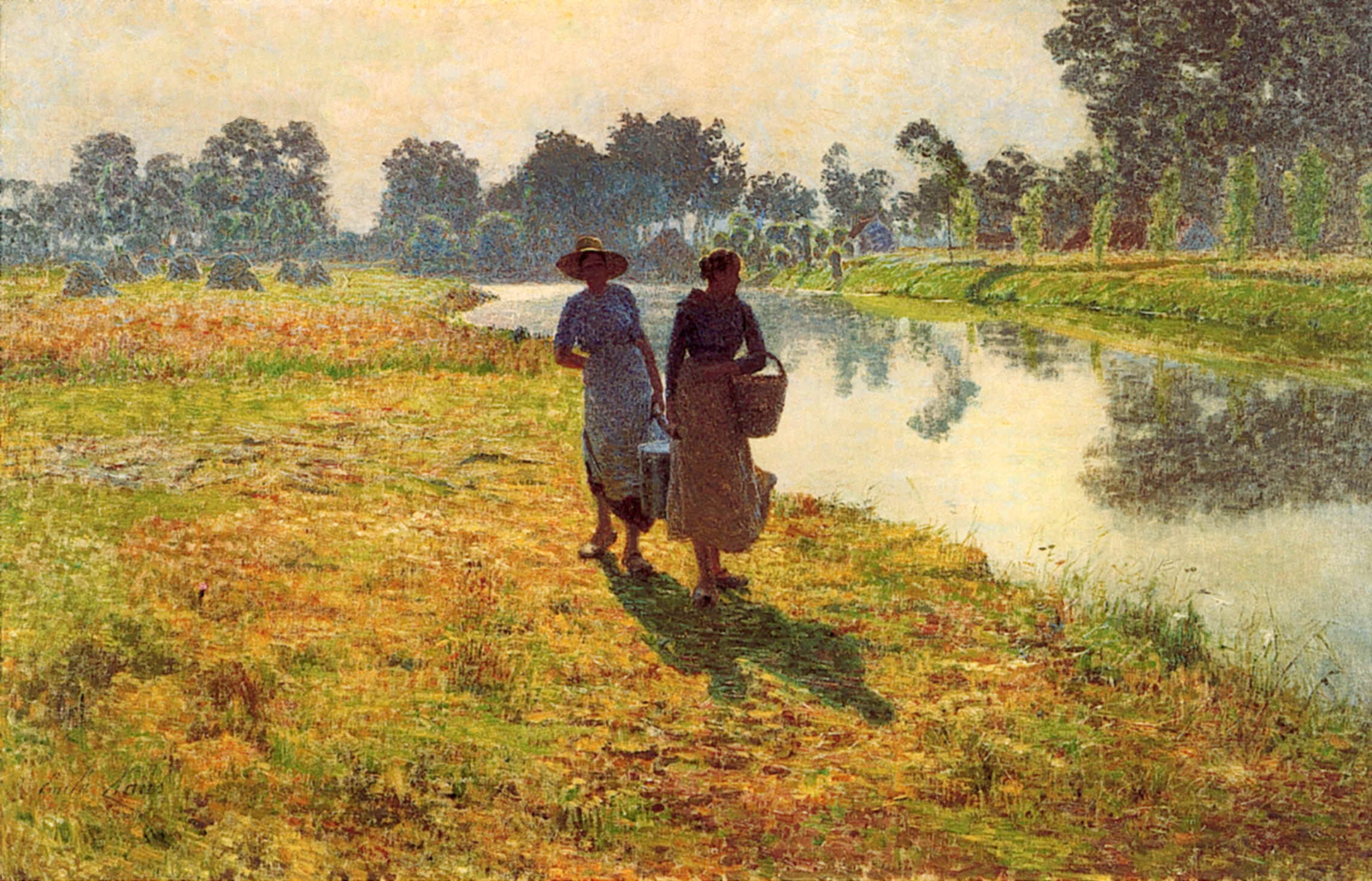
Giovani paesane lungo la Lys
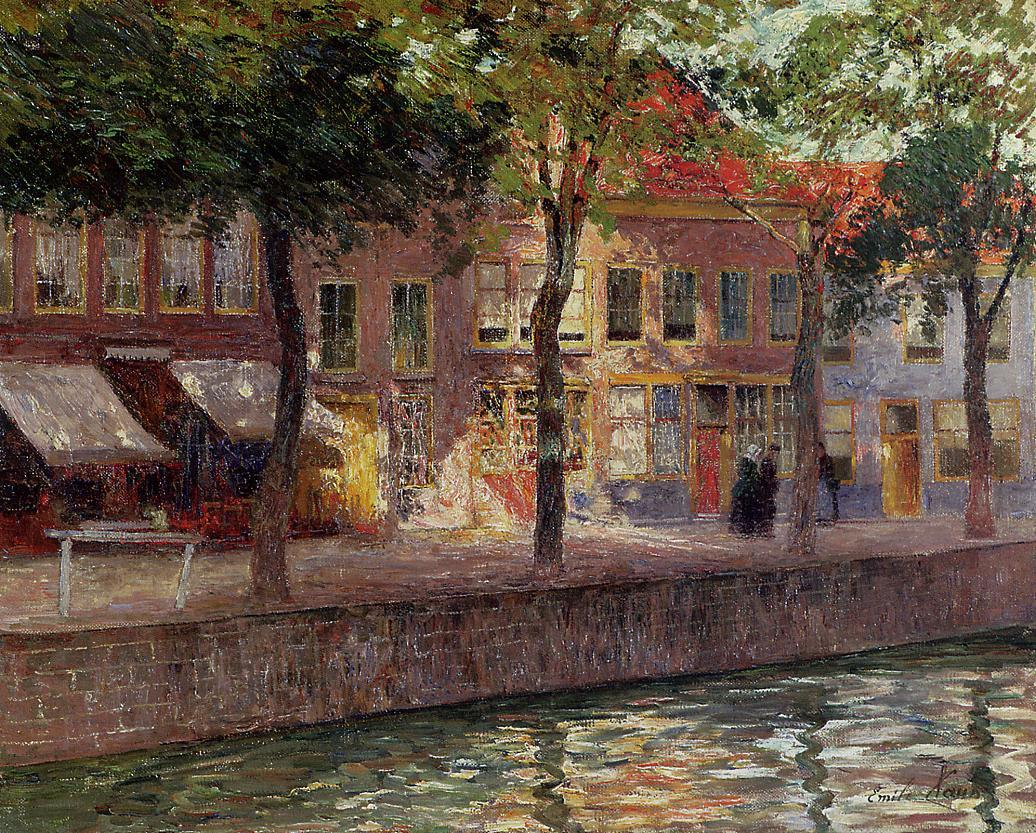
Un canale in Zelanda
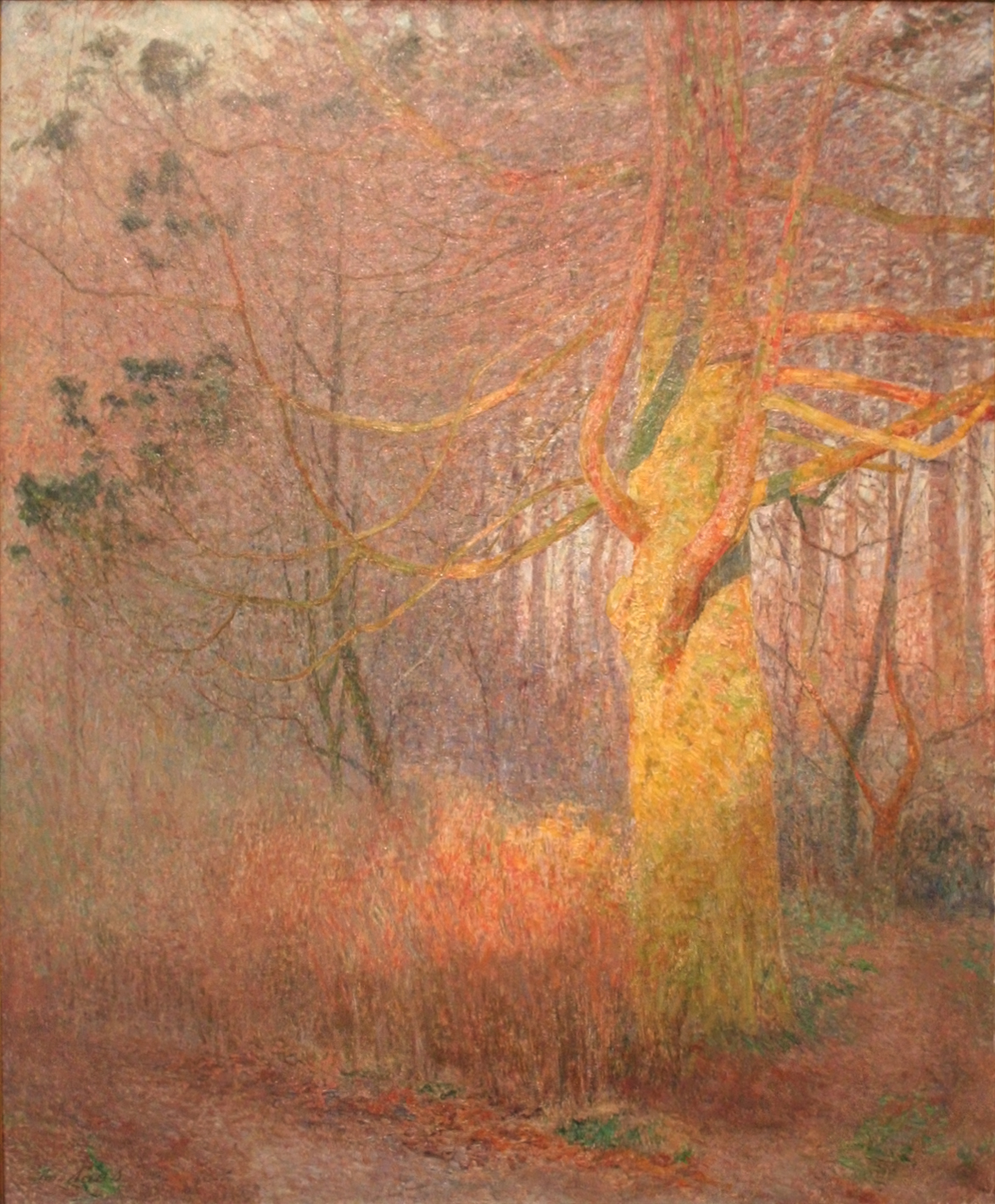
Alberi nel sole
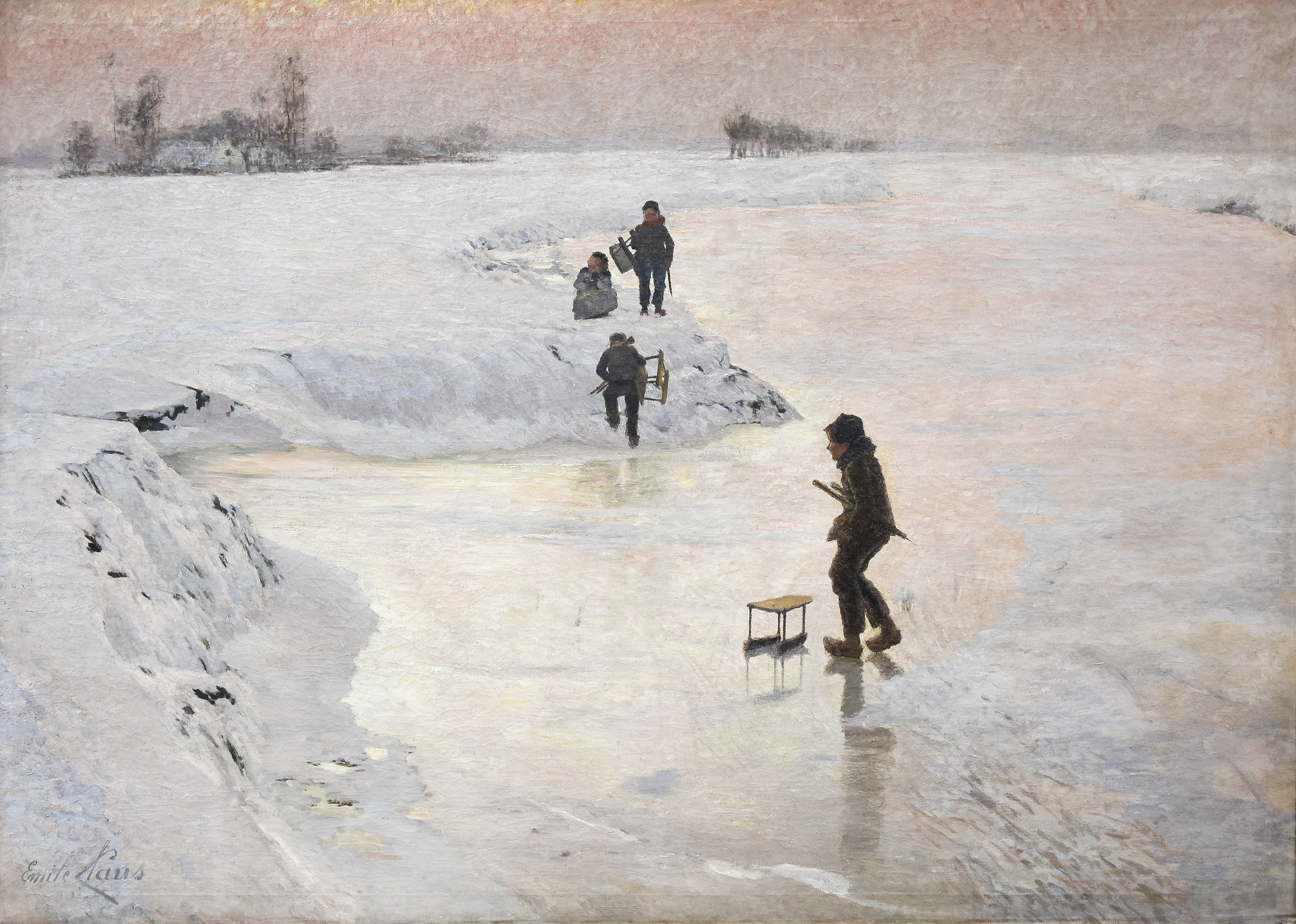
I pattinatori
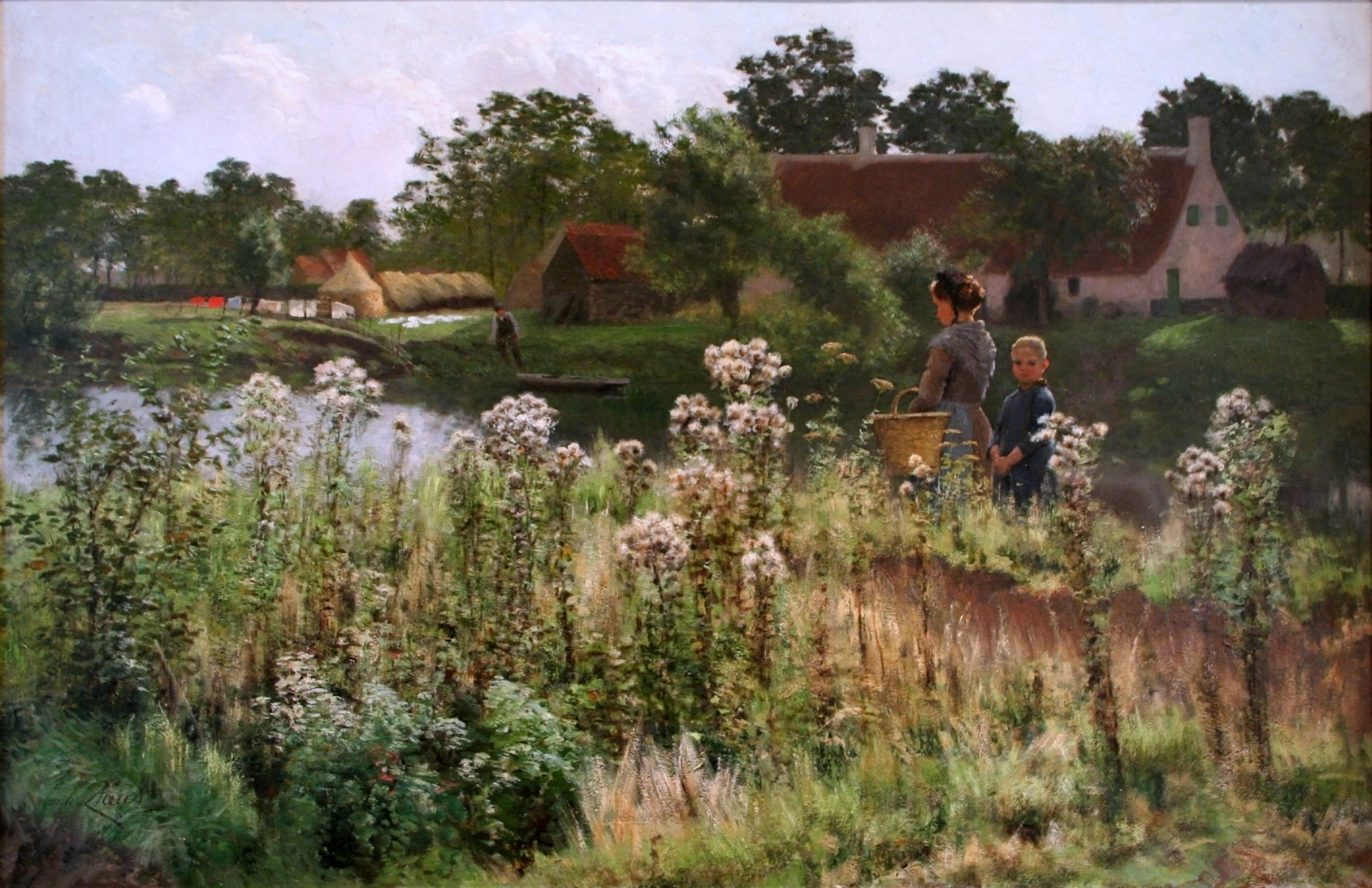
La Lys ad Astene
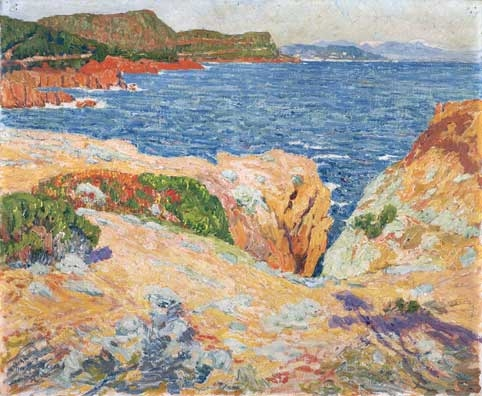
La costa dell'Estérel